# Liste der Naturdenkmale in Fritzlar
Die Liste der Naturdenkmale in Fritzlar nennt die im Gebiet der Stadt Fritzlar im Schwalm-Eder-Kreis in Hessen gelegenen Naturdenkmale.
| Bild                          | Bezeichnung          | Ortsteil, Lage                          | Beschreibung | Art              | Nr.     |
| ----------------------------- | -------------------- | --------------------------------------- | --- | ---------------- | ------- |
| BW                            | 2 Katerklippen       | Lohne 51° 11′ 19,7″ N, 9° 15′ 14″ O     | | Flächenhaftes ND | 634.105 |
| mehr Fotos \| Fotos hochladen | 1 Linde              | Ungedanken 51° 7′ 18,4″ N, 9° 14′ 38″ O | | Linde            | 634.107 |
| mehr Fotos \| Fotos hochladen | 1 Linde              | Wehren 51° 10′ 10,4″ N, 9° 17′ 43,7″ O  | Südlich vor der Kirche, am Fuße der Kirchhofmauer an der Straße, eine ortsbildprägende alte Dorf- und Gerichtslinde. Ihr Alter wird auf 200–300 Jahre geschätzt. Die markanten Wurzeln der 19 Meter hohen Sommerlinde verlaufen über Straßenniveau entlang der Stützmauer. | Linde            | 634.109 |
| BW                            | 1 Grundbuche         | Züschen 51° 9′ 41,3″ N, 9° 12′ 32,6″ O  | |                  | 634.111 |
| BW                            | 2 Eichen             | Züschen 51° 9′ 28,5″ N, 9° 11′ 47,3″ O  | | Eiche            | 634.112 |
| BW                            | Feuchtbiotop (Teich) | Züschen 51° 8′ 53,8″ N, 9° 12′ 28,8″ O  | |                  | 634.116 |
| Fotos hochladen               | Kalkmagerrasen       | Geismar 51° 9′ 1,7″ N, 9° 14′ 10,7″ O   | | Flächenhaftes ND | 634.117 |
| mehr Fotos \| Fotos hochladen | Kalkmagerrasen       | Lohne 51° 11′ 45,5″ N, 9° 13′ 21,3″ O   | Fläche: 2,4310 ha | Flächenhaftes ND | 634.118 |

## Belege
1. ↑  Anlage: Tabelle 3 - Naturdenkmale im Schwalm-Eder-Kreis. (PDF; 7,45 MB) der 2. Verordnung zur Änderung der Verordnung zum Schutze der Naturdenkmale im Schwalm-Eder-Kreis vom 28. 04. 1986, zuletzt geändert durch Verordnung vom 8. Mai 2007. Der Kreisausschuss des Schwalm-Eder-Kreises, 17. Dezember 2008, S. 30, abgerufen am 7. Februar 2017.

- Karte mit allen Koordinaten:
- OSM |
- WikiMap